# استیو بریگنال
استیو بریگنال (انگلیسی: Steve Brignall؛ زادهٔ ۱۲ ژوئن ۱۹۶۰) فوتبالیست اهل بریتانیا است.
از باشگاه‌هایی که در آن بازی کرده‌است می‌توان به باشگاه فوتبال آرسنال و باشگاه فوتبال هاستینگز یونایتد اشاره کرد.